# Joaquín Ruiz-Giménez Cortés
Pour les articles homonymes, voir Ruiz.
Joaquín Ruiz-Giménez Cortés, né le 2 août 1913 à Hoyo de Manzanares (Madrid) et mort le 27 août 2009 à Madrid, est un homme politique espagnol, proche du Vatican. Il est le fils de l'avocat et homme politique Joaquín Ruiz Jiménez.

## Biographie
- Docteur en droit.
- Professeur agrégé de philosophie du droit de l’université complutense de Madrid.

- 1988-2001 : président du Comité espagnol de l’UNICEF
- de décembre 1982 à décembre 1987, il a été défenseur du peuple.
- 1963-1977 : fondateur et président du Conseil de rédaction de la revue Cuadernos para el diálogo
- 1971-1975 : président de la Commission nationale espagnole justice et paix
- 1967-1972 : le pape Paul VI le nomme membre du Consilium de Laicis du Saint-siège
- 1951-1956 : ambassadeur au Vatican (1948-1951) et ministre de l’Éducation nationale.
- 1939-1946 : président de l’Organisation internationale des étudiants Pax Romana.

Après avoir été nommé par le pape Jean XXIII expert en questions sociales, juridiques et politiques, il a participé aux travaux des commissions du concile Vatican II.
En 1988, il reçoit la Creu de Sant Jordi, distinction décernée par la Generalitat de Catalogne.

## Œuvre
- La concepción institucional del Derecho (1944)
- Introducción a la filosofía Jurídica (1958)
- La propiedad (1961)
- Del ser de España (1962)
- El Concilio y los Derechos del hombre (1968)